# Yamaha XT 125 R

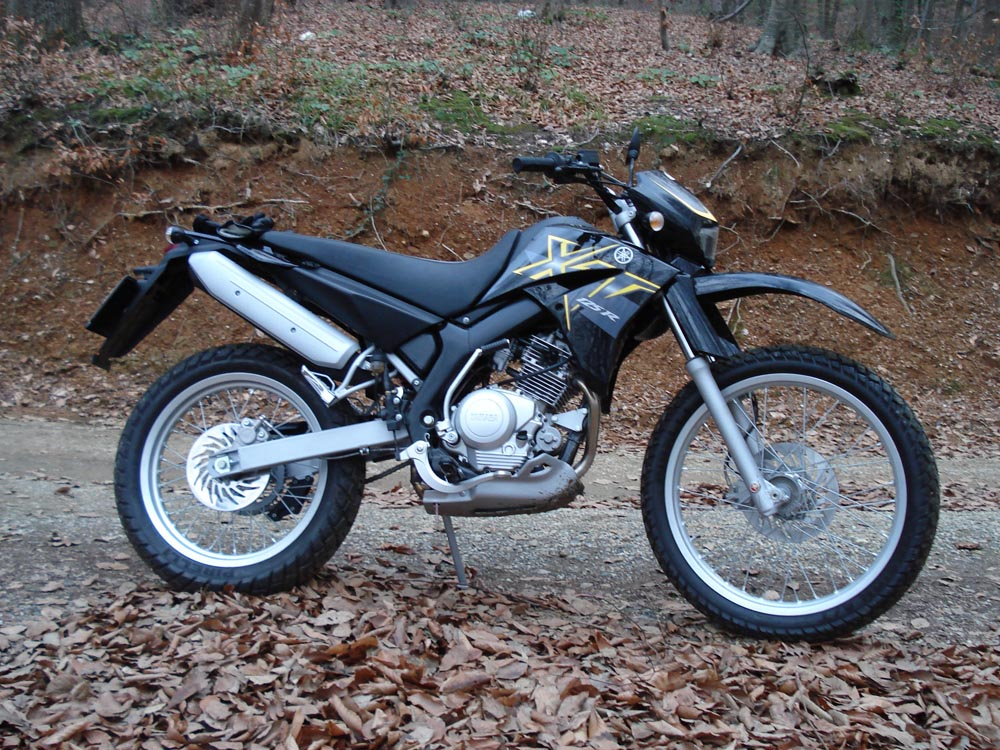
En Yamaha XT 125 R

XT 125 R är en motorcykel från Yamaha och tillhör 125-klassen. Motorcykeln har tillverkats sedan 2003 och tillverkas än idag. Den väger lite drygt 111 kg med tom tank. Motorn är på ca 12 hästkrafter.